# Kaliro (district)
Kaliro is een district in het oosten van Oeganda.
Kaliro telt 153.513 inwoners. Het district werd in 2006 afgesplitst van Kamuli.